# Gilman Paper Company Collection
La Gilman Paper Company Collection est une collection privée d'épreuves photographiques et de négatifs du XIXe siècle, constituée dans la seconde moitié du XXe siècle, qui a été offerte au Metropolitan Museum of Art de New York. 

## Historique
La collection a été rassemblée en une vingtaine d'années (de 1977 à 1997 environ) par Howard Gilman (1924-1998), président de la Gilman Paper Company, une compagnie papetière de Géorgie, et par Pierre Apraxine, conservateur de la collection. Elle se compose de plus de 8 500 pièces dont la valeur est estimée à plus de 50 millions de dollars.
Elle comprend notamment des œuvres de Henry Fox Talbot, Lewis Carroll, Gustave Le Gray et du photographe français Olympe Aguado (1827-1894), ainsi que des photographies d'Alphonse Bertillon, criminologue français ayant systématisé le recours à la photographie dans la police, dont le fichier des anarchistes,, répertoire de plus de 400 photographies d'anarchistes réalisées entre 1893 et 1894 sous les lois scélérates.
Elle entre dans les collections du Metropolitan Museum en 2005,.

## Expositions
- 25 mars - 4 juillet 1993 : The Waking dream : photography's first century. Selections from the Gilman Paper Company collection, Metropolitan Museum of Art, New York[7].
- 28 juin - 6 septembre 2005 : Master Photographs from the Gilman Collection: A Landmark Acquisition, Metropolitan Museum of Art, New York[8]